# Volta NXT Classic
La Volta NXT Classic, anciennement Hel van het Mergelland (en français : Enfer du Mergelland) puis Volta Limburg Classic, est une course cycliste disputée dans le Mergelland (nl), au sud du Limbourg néerlandais.
Créé en 1973, le Hel van het Mergelland était une épreuve amateur-élites jusqu'en 1992. En 1993, il est devenu une course du calendrier UCI, en catégorie 1.5. Depuis 2005, il fait partie de l'UCI Europe Tour en catégorie 1.1. La course prend le nom de Volta Limburg Classic à partir de l'édition 2012.
Le départ et l'arrivée de la course sont situés à Eijsden. Le parcours emmène les coureurs en Belgique, dans les Fourons, avant de traverser le Heuvelland par le Gulperberg (nl) et l'Eyserbosweg.
L'édition 2020 est annulée à cause de la pandémie de Covid-19, celle de 2021 l'est en raison d'inondations. En 2024, elle est renommée Volta NXT Classic.

## Palmarès
| Année                  | Vainqueur               | Deuxième                  | Troisième           |
| ---------------------- | ----------------------- | ------------------------- | ------------------- |
| Hel van het Mergelland |                         |                           |                     |
| 1973                   | Jan Spijker             | Johan van der Meer        | Frits Pirard        |
| 1974                   | Toine van de Bunder     | Bert Pronk                | Mathieu Dohmen      |
| 1975                   | Mathieu Dohmen          | Ad Tak                    | Frits Pirard        |
| 1976                   | Wil van Helvoirt        | Leo van Vliet             | Toine van de Bunder |
| 1977                   | Toine van de Bunder     | Ger Mak                   | Piet van der Kruijs |
| 1978                   | Toine van de Bunder     | Bert Oosterbosch          | Herman Snoeijink    |
| 1979                   | Herman Snoeijink        | Dries Klein               | Wies van Dongen     |
| 1980                   | Pim Bosch               | Frank Moons               | Adrie van der Poel  |
| 1981                   | René Koppert            | Ron Snijders              | Jan de Nijs         |
| 1982                   | Peter Hofland           | Leon Nevels               | Engelbert van Horik |
| 1983                   | Jan Peels               | Bert Wekema               | Peter Damen         |
| 1984                   | Chris Koppert           | Jean-Paul van Poppel      | Nico Verhoeven      |
| 1985                   | Stephan Räkers          | Anjo van Loon             | Erik Breukink       |
| 1986                   | Marc van Orsouw         | Eddy Schurer              | Rob Harmeling       |
| 1987                   | Tom Cordes              | Johannes Draaijer         | Johnny Broers       |
| 1988                   | Gerard Möhlmann         | Theo Akkermans            | Stephan Räkers      |
| 1989                   | Willem-Jan van Loenhout | Joost van Adrichem        | Maarten den Bakker  |
| 1990                   | Raymond Meijs           | Rinus Ansems              | Rob Mulders         |
| 1991                   | Rob Compas              | Rob Mulders               | Tristan Hoffman     |
| 1992                   | Martin van Steen        | Antoine Bok               | Bart Voskamp        |
| 1993                   | Erwin Thijs             | Wim van de Meulenhof (nl) | Bennie Gosink       |
| 1994                   | John van den Akker      | Rob Compas                | Paul Konongs        |
| 1995                   | Max van Heeswijk        | John van den Akker        | Harm Jansen         |
| 1996                   | Lucien de Louw          | Jan Boven                 | Raymond Meijs       |
| 1997                   | Raymond Meijs           | John Talen                | John van den Akker  |
| 1998                   | Raymond Meijs           | Ralf Grabsch              | Hans De Meester     |
| 1999                   | Raymond Meijs           | Michel Vanhaecke          | Ralf Grabsch        |
| 2000                   | Bert Grabsch            | Dirk Müller               | David Moncoutié     |
| 2001                   | non-disputé             |                           |                     |
| 2002                   | Corey Sweet             | Thierry De Groote         | Germ van de Burg    |
| 2003                   | Wim Van Huffel          | Nico Sijmens              | Jens Heppner        |
| 2004                   | Allan Johansen          | David Kopp                | Jens Heppner        |
| 2005                   | Nico Sijmens            | Stefan Schumacher         | Maarten Wynants     |
| 2006                   | Mikhaylo Khalilov       | Martijn Maaskant          | Bert Scheirlinckx   |
| 2007                   | Nico Sijmens            | Sergueï Lagoutine         | Niki Terpstra       |
| 2008                   | Tony Martin             | Adam Hansen               | Pieter Jacobs       |
| 2009                   | Mauro Finetto           | Federico Canuti           | Wouter Mol          |
| 2010                   | Yann Huguet             | Jos van Emden             | Dominic Klemme      |
| 2011                   | Pim Ligthart            | Federico Canuti           | Samuel Dumoulin     |
| Volta Limburg Classic  |                         |                           |                     |
| 2012                   | Pavel Brutt             | Simon Geschke             | Daniel Schorn       |
| 2013                   | Rüdiger Selig           | Sonny Colbrelli           | Paul Martens        |
| 2014                   | Moreno Hofland          | Sonny Colbrelli           | Mauro Finetto       |
| 2015                   | Stefan Küng             | Maciej Paterski           | Dylan Teuns         |
| 2016                   | Floris Gerts            | Sonny Colbrelli           | Philippe Gilbert    |
| 2017                   | Marco Canola            | Xandro Meurisse           | Nick van der Lijke  |
| 2018                   | Jan Tratnik             | Marco Tizza               | Jimmy Janssens      |
| 2019                   | Patrick Müller          | Justin Jules              | Ben Hermans         |
| 2020-2021              | non-disputés            |                           |                     |
| 2022                   | Arnaud De Lie           | Stefano Oldani            | Loïc Vliegen        |
| 2023                   | Kaden Groves            | Maxim Van Gils            | Pascal Eenkhoorn    |
| Volta NXT Classic      |                         |                           |                     |
| 2024                   | Timo Kielich            | Pascal Eenkhoorn          | Henri Uhlig         |
| 2025                   | Dion Smith              | Frank van den Broek       | Niklas Larsen       |